# Bosko

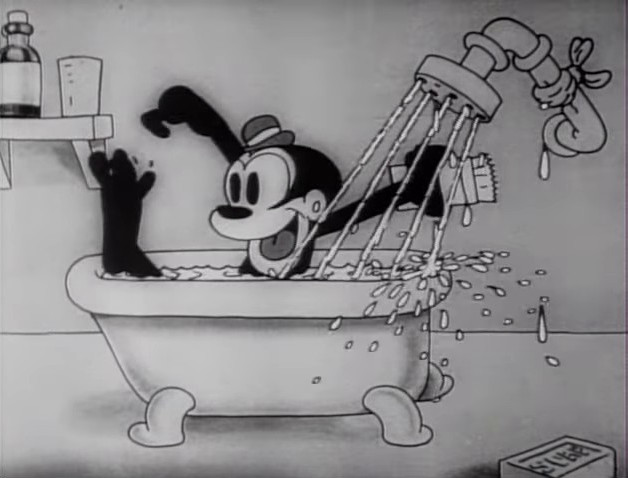
Bosko en Sinkin' in the Bathtub.

Bosko es un personaje animado creado por Hugh Harman y Rudy Ising. Bosko fue el primer gran éxito de Warner Bros. Studios y la estrella de una docena de cortometrajes de Looney Tunes.

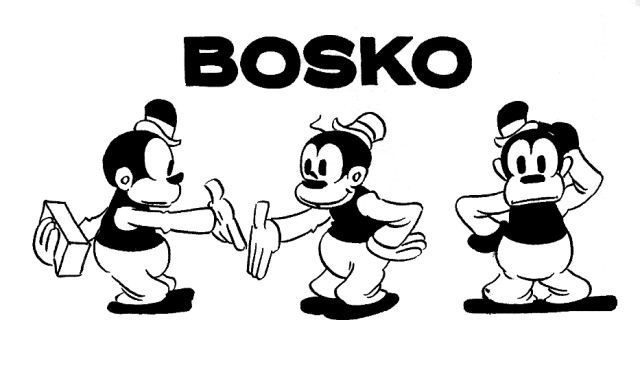
Bosko dibujado por Hugh Harman en 1928

## Creación y primer corto
Hugh Harman y Rudy Ising eran veteranos de Walt Disney Studios, y crearon a Bosko para sacar provecho del nuevo fenómeno sonoro que estaba en la industria del cine. Harman diseñó al personaje (basándose en el gato Félix) y, en 1929, protagonizó su primer cortometraje, Bosko, the Talk-Ink Kid, que mostraba su habilidad para animar y sincronizar diálogo y baile. El corto, comenzaba con Ising y una mesa de dibujo. Después de dibujar a Bosko en el papel, el personaje cobra vida, habla, canta y baila. Ising regresa a Bosko a la tinta, y el corto termina.

## Bosko yLooney Tunes

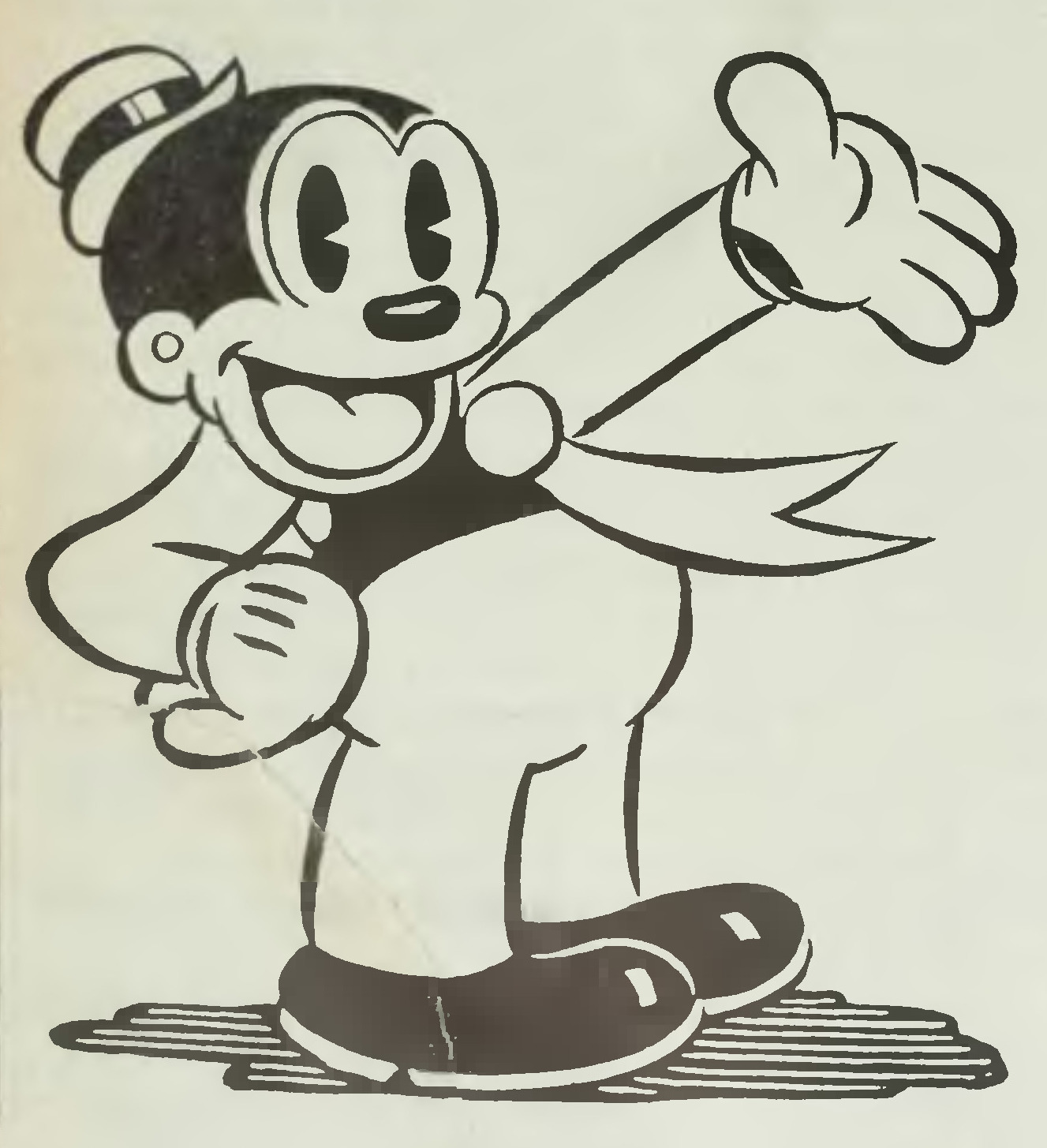
Bosko, 1932

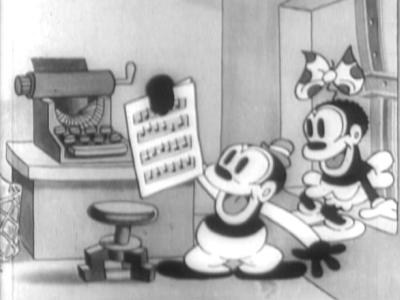
Bosko y Honey en Hold Anything

Leon Schlesinger vio el cortometraje de Harman e Ising y los contrató para producir dibujos animados y luego venderlos a Warner Bros. Bosko se convirtió en la estrella de la nueva serie animada del estudio, Looney Tunes. A través de los primeros Looney Tunes, Harman e Ising convirtieron a Bosko en una especie de duplicado de la creación de Walt Disney, Mickey Mouse, que era el personaje animado más popular en esos tiempos. Bosko además se parecía físicamente a Mickey, aunque con pantalones largos y un sombrero, y tenía una novia que hacía el papel de Minnie Mouse llamada Honey. Bosko incluso tenía un perro como Pluto, Bruno. A veces estaba acompañado de un gato llamado Wilbur.
Aunque Harman e Ising se habían basado en el gato Félix, Bosko, al igual que Mickey, ganó su personalidad de los personajes de cara negra de los shows minstrel y vodevil, aun populares en los años 1930. Mientras que Disney mostraba a Mickey como un ratón, Harman e Ising mostraban a Bosko como un genuino niño negro.
Siguiendo con los estereotipos del minstrel, Bosko podía cantar, bailar y tocar cualquier instrumento que encontrara. De hecho, Bosko tenía la habilidad de tocar prácticamente todo como instrumento, ya sea un puente como xilófono o un perro salchicha como acordeón. Incluso en los primeros cortos, Bosko (Carmen Maxwell interpretaba su voz) hablaba en un exagerado estilo de dialecto negro (luego cambiaría a un estilo más de Mickey). A pesar de los parecidos entre Bosko, Mickey, y los actores negros, Ising años después aclararía que el personaje nunca fue pensado como una persona de color.
Desde su primer corto de Looney Tunes, Sinkin' in the Bathtub, Bosko protagonizaría 39 musicales. Sus dibujos animados son notables por su escasa trama y abundancia de música, canto y baile (aunque hay excepciones, como Bosko the Doughboy, en 1931). Eran los primeros años de los dibujos animados con sonido, y el público disfrutaba simplemente viendo personajes hablando y moviéndose al ritmo de la música.
El vodevil era el principal entretenimiento de la época. Aunque parezcan aburridos y rudimentarios para los estándares de hoy en día, los cortos de Bosko pueden ser comparados con los de Disney en el mismo periodo (aunque los escasos presupuestos obligaron a Harman e Ising a reciclar material). Harman e Ising querían un poco más.

## Bosko en MGM
En 1933, Harman e Ising rompen con Warner Bros. debido a problemas sobre presupuestos con Schlesinger. Tras aprender de la experiencia de Walt Disney con Oswald the Lucky Rabbit, cuidadosamente conservaron los derechos del personaje Bosko, y se los llevaron junto a ellos. Los dos encontraron trabajo en MGM donde crearon la serie animada Happy Harmonies. Al principio, Bosko aparecía con su diseño original y algunas antiguas animaciones de Looney Tunes fueron reusadas en los cortos de Happy Harmonies donde estaba Bosko. El personaje fue rediseñado más tarde, representando a un genuino niño de color. Bosko solo protagonizó unos cuantos cortos antes de que Harman e Ising dejaran de producir al personaje.

## Bosko en televisión
Los dibujos animados de Bosko fueron olvidados hasta la llegada de la televisión. Debido a que los cortos podían ser emitidos de forma barata, las emisoras los mostraron durante gran parte de los años 1950. Los cortos de Bosko fueron emitidos hasta los años 1990 por Nickelodeon y Cartoon Network.
Bosko hizo una aparición junto con su novia Honey en el episodio de 1990 de la serie Tiny Toon Adventures, Fields of Honey. En otro cameo, aparece un retrato de Bosko en la película de 1996 Space Jam.
Hoy en día, la mayoría de los dibujos animados están disponibles en VHS y DVD en la serie Uncensored Bosko de Bosko Video. En 2003, Warner Home Video incluyó oficialmente la película Bosko, the Talk-Ink Kid como material extra en el volumen 1 de Looney Tunes Golden Collection. El volumen 3 de esta colección (sacado en 2005) incluye además el primer corto de Looney Tunes, Sinkin' in the Bathtub (que presentaba a Bosko y Honey en 1930) como material extra.